# Sotiranje
Sotiranje je postupak kojim se sitnije narezane namirnice (kocke, rezanci, manji odresci, kotleti, medaljoni) brzo i kratko poprže vitlanjem, pomicanjem tave naprijed-natrag. Masnoća i tava trebaju biti jače ugrijani, kako bi se formirala smeđa vanjska boja koja štiti i zatvara meso od gubljenja mesnih sokova bez kojih meso postaje suho i siromašnog okusa.